# Jewett Motors

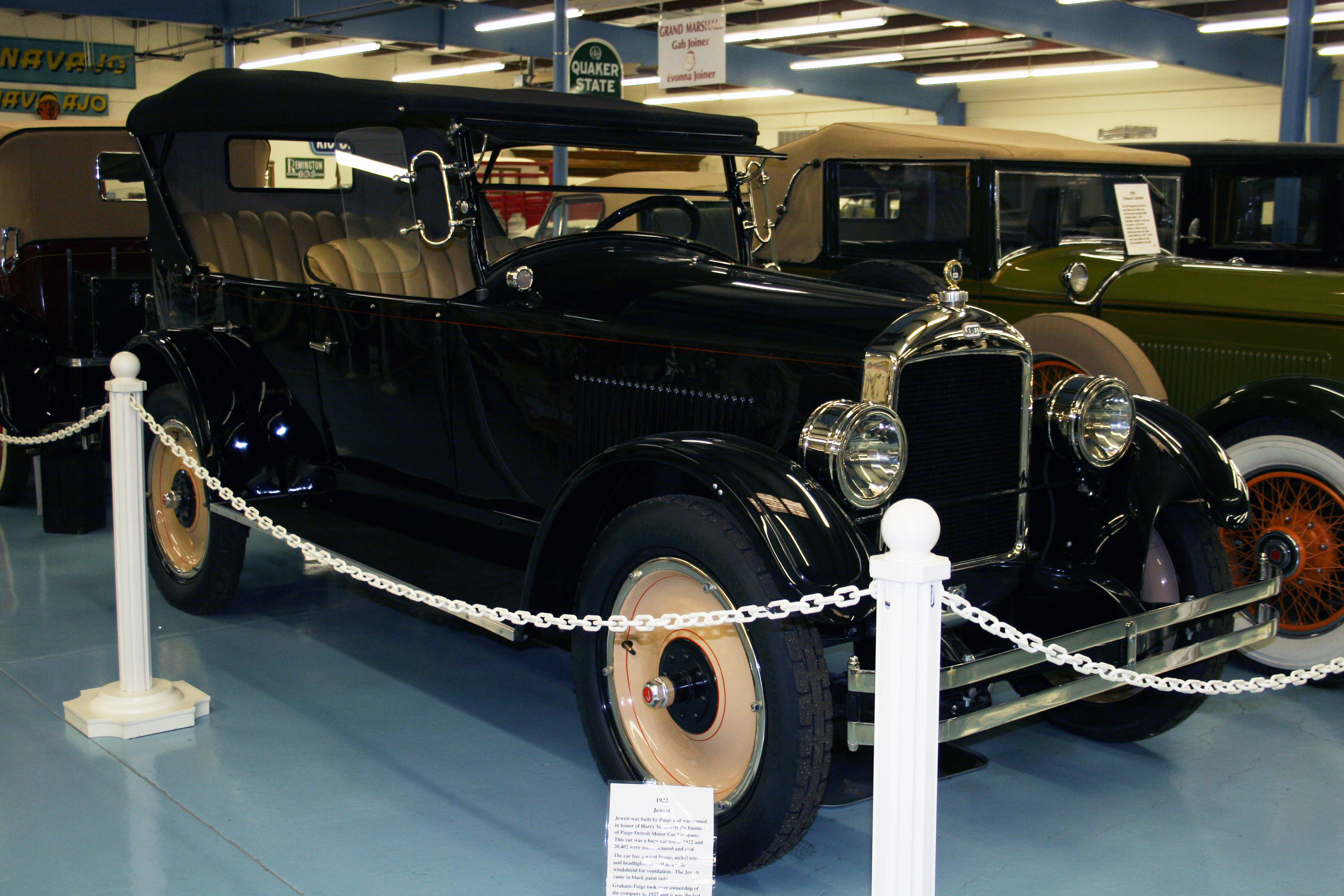
Jewett Six von 1922

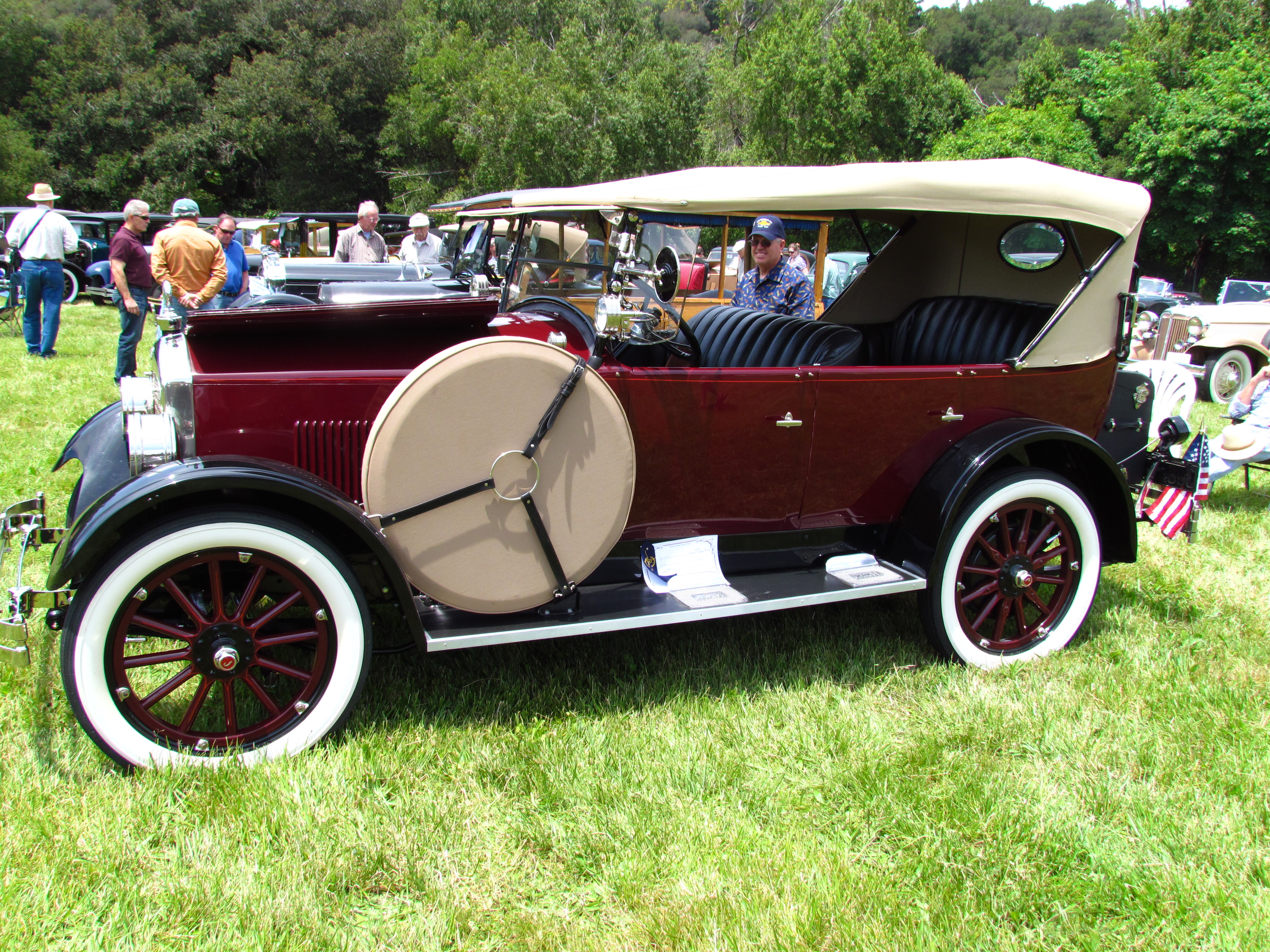
Jewett Six von 1923

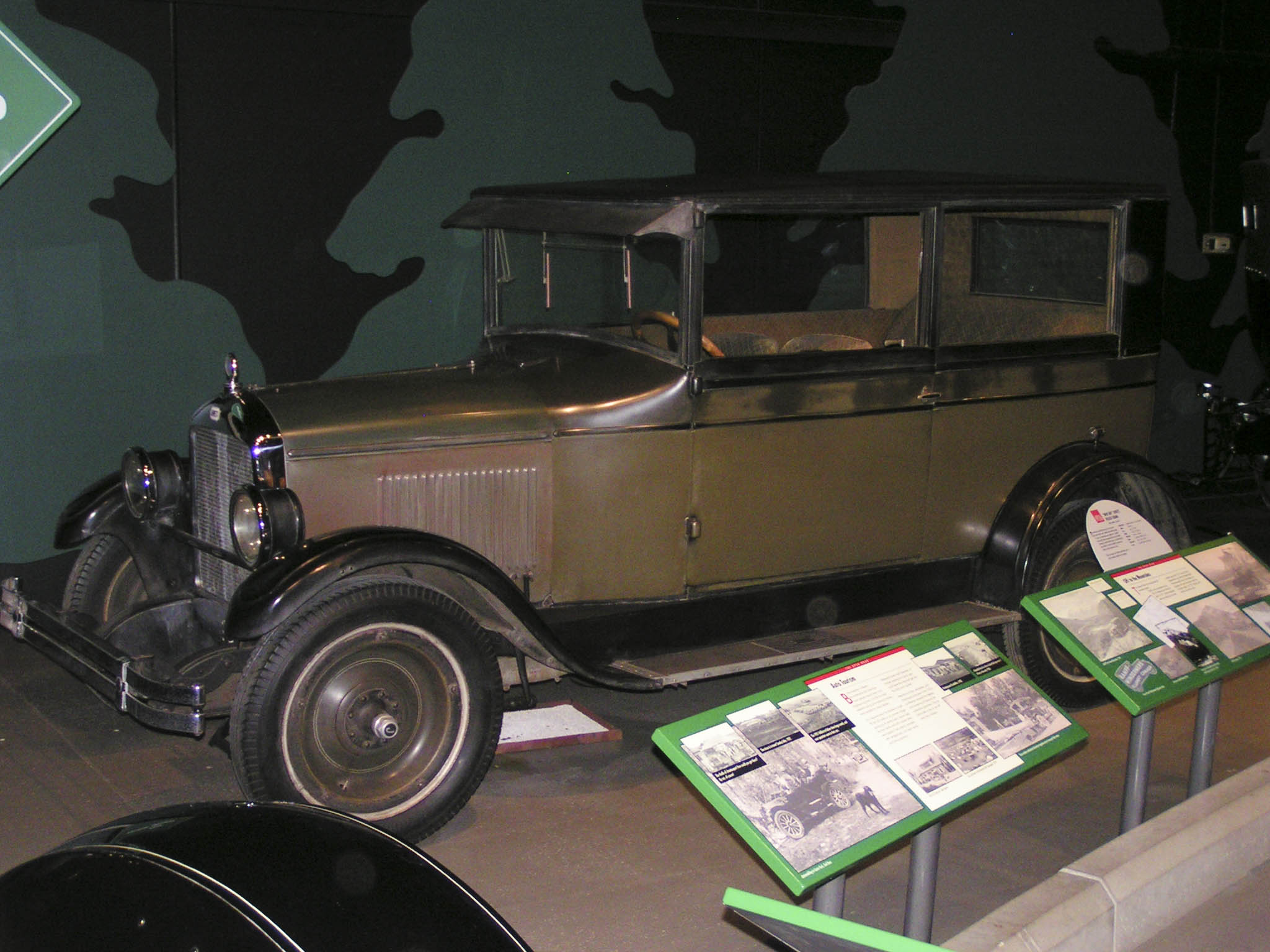
Jewett New-Day von 1926

Jewett Motors Inc. war ein US-amerikanischer Hersteller von Automobilen.

## Unternehmensgeschichte
Das Unternehmen wurde im Dezember 1921 als Tochtergesellschaft der Paige-Detroit Motor Car Company gegründet. Der Sitz war ebenfalls in Detroit in Michigan. 1922 begann die Produktion von Automobilen. Der Markenname lautete Jewett, benannt nach Harry M. Jewett, Präsident von Paige-Detroit. Im Januar 1927 endete die Produktion.

## Fahrzeuge
Alle Fahrzeuge hatten einen Sechszylindermotor. Zunächst hatte er im Modell Six 82,55 mm Bohrung, 127 mm Hub, 4078 cm³ Hubraum und 50 PS Leistung. Das Fahrgestell hatte 284 cm Radstand. 1922 gab es Tourenwagen und Limousine, jeweils mit fünf Sitzen.
1923 kamen ein zweisitziger Roadster und ein viersitziges Coupé dazu.
1924 bestand das Angebot an Karosserien aus Tourenwagen und Spezial-Tourenwagen mit fünf Sitzen, Limousine und Spezial-Limousine mit fünf Sitzen, Brougham mit fünf Sitzen und Spezial-Roadster mit drei Sitzen.
1925 gab es einen Spezial-Tourenwagen mit fünf Sitzen, einen Standard-Tourenwagen-Roadster mit fünf Sitzen, Spezial- und Standard-Limousine mit fünf Sitzen, Spezial- und Standard-Brougham mit fünf Sitzen und ein Coupé mit drei Sitzen.
Von 1926 bis 1927 stand der New-Day im Sortiment. Er hatte einen Sechszylindermotor von der Continental Motors Company. 69,85 mm Bohrung und 120,65 mm Hub ergaben 2774 cm³ Hubraum und 40 PS Leistung. Der Radstand wurde laut einer Quelle reduziert, laut einer anderen nicht. Die Aufbauten waren fünfsitzig. Genannt sind Limousine als Standard und Deluxe sowie ein Deluxe-Tourenwagen.
Nachfolger wurde der Paige 6-45.

## Modellübersicht
| Jahr      | Modell  | Zylinder | Leistung (PS) | Radstand (cm) | Aufbau |
| --------- | ------- | -------- | ------------- | ------------- | --- |
| 1922      | Six     | 6        | 50            | 284           | Tourenwagen 5-sitzig, Limousine 5-sitzig |
| 1923      | Six     | 6        | 50            | 284           | Tourenwagen 5-sitzig, Roadster 2-sitzig, Limousine 5-sitzig, Coupé 4-sitzig |
| 1924      | Six     | 6        | 50            | 284           | Tourenwagen 5-sitzig, Special Roadster 3-sitzig, Brougham 5-sitzig, Limousine 5-sitzig, Special Limousine 5-sitzig, Special Tourenwagen 5-sitzig                                                     |
| 1925      | Six     | 6        | 50            | 284           | Special Tourenwagen 5-sitzig, Standard Tourenwagen-Roadster 5-sitzig, Special Limousine 5-sitzig, Standard Limousine 5-sitzig, Special Brougham 5-sitzig, Standard Brougham 5-sitzig, Coupé 3-sitzig |
| 1926–1927 | New-Day | 6        | 40            | 284           | Deluxe Tourenwagen 5-sitzig, Standard Limousine 5-sitzig, Deluxe Limousine 5-sitzig |

## Produktionszahlen
Insgesamt entstanden über 115.000 Fahrzeuge, wie der nachstehenden Tabelle zu entnehmen ist. Eine andere Quelle meint, es wären keine Produktionszahlen, sondern Zulassungszahlen in den USA. Sofern Fahrzeuge exportiert wurden, wären die Produktionszahlen etwas höher.
| Jahr  | Produktionszahl |
| ----- | --------------- |
| 1922  | 9.498           |
| 1923  | 25.900          |
| 1924  | 27.662          |
| 1925  | 28.621          |
| 1926  | 14.560          |
| 1927  | 5.383           |
| 1928  | 4.255           |
| Summe | 115.879         |